# 李輔燿
李輔燿（1848年—1916年），湖南湘陰人，字補孝，號幼梅，晚號和定居士，中國晚清官吏，通奉大夫按察使銜二品頂戴浙江候补道，浙江錢塘江海塘工程督辦，西冷印社創始人之一。
祖父是兩江總督李星沅、父親是翰林院編修李杭、本生父是李星沅之三子,李桓 (江西布政使)，母，大理寺少卿周鳴鸞之女周懋儀，李輔燿生於1848年，道光戊申五月廿九。

## 完成錢塘江工程
李輔燿自幼即聰慧過人，在家庭的影響下，詩書印畫無所不精，十八歲中秀才，二十二歲優貢生，朝考一等十六名，二十八歲鄉試副榜第一名．曾署臨武縣訓導，安仁縣教諭，內閣中書（尊称中翰大人）後改官浙江候補道，因圓滿完工钱塘江海塘工程，欽加按察使銜，二品頂戴，誥授通奉大夫．1896年第二次赴浙為官，＂權鹽運使一，權杭嘉湖道者三，權寧紹台道者二，榷溫州處鹽厘者三，任省防軍支應局總辦二＂（墓誌銘，吴慶坻）。

## 書生本色，籌創西泠印社
1904 -1905年間，李輔燿在杭州與丁立誠丁仁父子，葉品三，沈景修，許增，王福庵，外孫唐醉石，胡钁，吳待秋，吳石潛，吳小岡，王定叔，鍾越生，陳靜山，季瀛山，日本友人河井仙郎等籌創西冷印社，並將自己的私產小盤谷一地捐贈給西冷印社．現今在西泠印社內還可以模糊地在刻石上看到其次子李庸所書《小盤谷記》。 
辛亥革命结束了李輔燿的官宦生涯．他在《辛亥除夕》一詩中写道：
天宇蕭寥海國寒，驚心已是歲華闌．餘生豈料聞辞詔，后事从今付懶残．酒到杯中都是淚，雪飛窗外不成團．君知今夕為何夕，宣統三年大統完。 
他离开温州到上海住了一年半，其間和清末的遺老们多有往來，包括他少年时期的同窗好友原軍機大臣瞿鴻禨 。民國二年四月回到故乡长沙，其間主持了芋園李家五房对魏家山祖產的分家，民国五年七月初四，病逝於長沙芋園水月林故居，享年六十九嵗。 

## 主要著述
《海寧念汛大口門二限三限石塘圖說》
1881年刊刻成書，這是一本關於清末錢塘江海塘工程的全面總結，其歷史價值和水利工程的技術價值都是非常重要的歷史文獻
《玩止水齋遺稿》何維朴署檢，李相鈞，李相綸，李相慈1923 ／24年編校刋印成書。
詩作279首，詞作33首，共312首．起自1872年，同治十一年壬甲，終於1915年，民國四年乙卯。
李輔燿生平的重要史料《李輔耀日記》（李辅燿:《李辅燿日记》,日記寫於民國四年1915年1月9日。）
,總計十卷六十二本，自1875年到1916年，包括李輔燿三個不同時期 ： 

1，《燕行紀事》1875，光緒元年乙亥，共一本。
2，《回浙日記》又名《懷懷廬日記》自1896 ，光緒廿一年李輔燿第二次到浙江為官至辛亥革命後寓居上海止，共五十四本（文革中丟失一本，現存五十三本）。《回湘日記》又名《飾待草堂日記》起於1913，民國二年直至其逝世，1916，共八本。
李輔燿生活的年代跨越晚清和民國，日記中記載了甲午戰爭，戊戌變法，庚子拳亂，兩宮西狩，秋瑾事件，辛亥革命，清帝退位，王闓運赴京修清史，湖南獨立討袁，六君子君憲救國論，袁世凱稱帝及下台…等等重要的歷史史料。
李輔燿日記中亦記載了李輔燿两度赴浙任職多種官職的經歷細節。內容涵蓋浙江官場之得失、地方政務運作、各類財稅事宜、水利工程建設、官民治安情況、地方風俗民情，以及洋務運動的推展、教民衝突的起伏、西洋科技的引介、官督民辦之模式與社會變遷等諸多面向，林林總總，詳實備載。
李輔燿日記中還涵蓋了生活中的點點滴滴，方方面面，從用中藥發展到用西藥，從請中醫到請西醫，研究分析西醫的長處，記錄女兒做西醫手術的全過程．長孫李青崖去比利時留學的全部過程，長孫媳吳琴清去上海新式女學堂讀書．日記中居然抄有一頁用中國四位數字編碼發給譚仲麟的電報．在日記中，晚清重臣瞿鴻𧝞，張百熙，譚鍾麟，譚延闓，陸潤庠，崔永安，吳慶坻，文化人許增，王闓運，何維朴，王福庵，唐醉石，丁立誠，楊葆光，王雲，胡钁，許星箕等一再出現在日記中。

## 名門家庭
祖父李星沅（1797 -1851）道光十二年進士，官至兩江總督，太子太保，謚文恭．有《李文恭公全集》
祖母郭潤玉（1797-1839)，字昭華，號笙愉，別號壺山女士。湘潭人。嘉慶十九年進士、酃縣知縣郭汪燦女。郭潤玉與其姑祖母郭步蘊、姑母郭友蘭、郭佩蘭，姊姊郭漱玉，皆有詩名，並稱“湘潭郭氏閨秀”著有《簪花閣遺稿》
長姑李楣（1819-1883）適何慶涵（何紹基之長子）有《浣月樓遺詩》二卷
父李杭（1821-1848）清 道光廿四年（1844）進士，官至翰林院編修，著有《小芋香舘詩賦》十二卷
二叔李概（1824-1881）監生
三叔李桓，李輔燿本生父（1827-1792）署江西巡撫，江西布政使．著有《國朝耆獻類徵》 720卷，李桓. .:100卷
七叔李榛（1840-）監生
十叔李梡（1850-1886）縣學附生
弟，李輔焯 （1858-1873）監生 無後，次子李相綸撫
長子李相鈞（1866-1923）監生．江蘇補用知縣
次子李相綸（1888-1959）輔焯嗣子．河南補用知縣．書法家
三子李相慈（1900-1974）主事銜．銀行家
長孫李青崖（1886-1969）相鈞子，監生．1912年畢業於比利時列日大學理工系．翻譯家，有《莫泊桑短篇小說全集》，福樓拜《波華荔夫人傳》，大仲馬《三個火槍手》等
三孫李丹，（1901 －1977)相鈞子．1928年里昂中法大學畢業，主修小提琴兼修法國文學，雲南藝術學院教授．雨果名著《悲慘世界》譯者
孫，李崧峻，（1935-） 相慈五子．青島海洋學院畢業，煙台教育科學研究院退休．家史＂長沙芋園翰墨珍聞＂，＂留得春風屬後生＂作者

## 附录一
李輔燿功名，官宦生涯編年史（根据日記，詩集編写）
父，两江总督李星沅之三子署江西巡撫江西布政史李桓，母，大理寺少卿周鳴鸞之女周懋儀．李輔燿生於1848年，道光戊申五月廿九．
由於李星沅長子李杭死時膝下無子，遂將李輔燿過繼給李杭，故為李星沅之長房長孫，且兼祧了一、三兩房
早年1865/1881
1865年，同治四年乙丑四月，稟生
1870年，同治九年庚午八月，優貢
1871年，同治十年辛未春，朝考一等十六名貢生
1871年，同治十年辛未春，奉旨以教職用
1871年，同治十年辛未秋至1872年同治十一年壬申春夏，任臨武縣訓導
1873年，同治十二年癸酉正月至同年夏，任安仁縣教諭
1875年，光緒元年乙亥秋，赴北京恩科鄉試，任內閣中書
1876年，光緒二年丙子八月，鄉試副榜第一
1877年，光緒三年丁丑十二月，由中書改官浙江候補道
1878年，光緒四年戊寅正月，海寧念汎塘工程督辦
1878年，光緒四年戊寅夏，塘成，賞按察使銜二品頂戴
中晚年二出浙江为官1896/1912
1896年，光緒廿二年五月，浙江牙厘局會辦
1896年，光緒廿二年十月廿二日至十二月十五日（共五十三日）署浙江都轉鹽運使司
1897年，光緒廿三年七月十六日至十月初六日交卸（共八十日）一署杭嘉湖道
1897年，光緒廿三年十月十九日，奉委扎第一次督辦溫處鹽厘局
1899年，光緒廿五年二月初四委署寧紹台道，赴寧波十五日接印，同年九月十三日交卸
1899年，光緒廿五年十月初三奉委會辦防軍支應局差
1901年，光緒廿七年八月廿七至1902年光緒廿八年七月十五日交卸（共十月又廿日）二署杭嘉湖道
1902年，光緒廿八年八月十五日奉檄仍回防軍局辦差
1906年，光緒卅二年正月廿五日至三月廿日交卸（共四十四日）奉委三署杭嘉湖道
1907年，光緒卅三年九月初八奉委扎第二次督辦溫處鹽厘局
1908年，光緒卅四年七月初九電委二署寧紹台道，八月十一交卸溫州鹽局，九月初一到寧波接印
1909年，宣統元年二月十四，到海塘工程局總辦差
1910年，宣統二年十一月廿五，第三次督辦溫州鹽厘局
1911年，宣統三年辛亥十月交卸溫州鹽局，僑寓滬上
1913年，民國二年四月，回到故鄉長沙
1916年，民國五年七月初四，病逝於長沙芋園．

## 附录二
西泠印社小盘谷: 李庸撰，楷书，《小盘谷记》：
先祖辅堂公（李桓）爱西冷山水之胜，构室孤山，居诗僧笠云，且便游息，名曰《小盘谷》．曲园先生（俞樾，字曲园．红学家俞平伯曾祖）篆《芋禅》字于岩．先本生父幼梅公（李輔燿，号幼梅）开道之江，（之江，特指杭州，李輔燿在此为道台），常携庸（李庸自称）展视，地，层峦湖山，风景瞭然可数，盖胜境也．先本生父既归里，（李辅燿于1913年四月回故里长沙）以道远营辑感不便，会西冷印社邻谷东，（西冷印社在小盘谷东面）社人如叶子品三、王子维季、丁子辅之、吴子石泉，咸金石旧好，乃属一地为一区．于是山光水波，萦映夫谷，若社者将永传于无穷！丁巳春（1917）勒先祖（李桓）遗篆《留雲》于岩侧，顷来瞻望，迹象都非，风树之悲，感幕何已，重虑久且湮也，谨记所自，用昭后人．壬戌夏（1922）湘阴李庸